# リトドリン
リトドリン（Ritodrine）は、早産予防に使用される子宮収縮抑制薬である。FDAオレンジブックによると、この薬剤は米国市場から削除されている。本剤は、錠剤または注射剤として販売されており、通常、塩酸塩であるリトドリン塩酸塩として使用されている。

## 効能・効果
錠
切迫流産・早産
注
緊急に治療を必要とする切迫流産・早産

## 禁忌
リトドリンは下記の患者には禁忌とされる。
- 強度の子宮出血、子癇、子宮内感染を合併する前期破水例、常位胎盤早期剥離、子宮内胎児死亡、その他妊娠の継続が危険と判断される患者
- 重篤な甲状腺機能亢進症の患者
- 重篤な高血圧症の患者
- 重篤な心疾患の患者
- 重篤な糖尿病の患者
- 重篤な肺高血圧症の患者
- 妊娠16週未満の妊婦
- 製剤成分に対し重篤な過敏症の既往歴のある患者

## 副作用
重大な副作用は、錠剤と注射剤で別個に設定されている。
錠
- 横紋筋融解症 - 筋肉痛、脱力感、CK上昇、血中・尿中ミオグロビン上昇
- 汎血球減少
- 血清カリウム値低下
- 高血糖、糖尿病性ケトアシドーシス
- 新生児腸閉塞

注
- 肺水腫、心不全
- 汎血球減少、無顆粒球症、白血球減少、血小板減少
- ショック
- 蒼白、チアノーゼ、血圧低下など
- 不整脈
- 心室頻拍など
- 肝機能障害、黄疸 - AST、ALT上昇などの肝機能障害、黄疸
- 中毒性表皮壊死融解症、皮膚粘膜眼症候群
- 横紋筋融解症 - 筋肉痛、脱力感、CK上昇、血中・尿中ミオグロビン上昇
- 血清カリウム値低下
- 胸水
- 高血糖、糖尿病性ケトアシドーシス
- 腸閉塞
- 新生児腸閉塞
- 胎児・新生児の心不全 - 特に2週間以上の投与例
- 新生児心室中隔壁の可逆的肥大
- 新生児低血糖
- 新生児高カリウム血症

β2作動薬のほとんどの副作用は、薬物が併せ持つβ1作用によるもので、心拍数の増加、収縮期血圧の上昇、拡張期血圧の低下、心筋梗塞に伴う胸痛、不整脈などがある。また、β作動薬は、水のクリアランスが低下することで体液貯留を引き起こす可能性があり、これに頻脈や心筋の仕事量の増加が加わると、心不全を発症する可能性がある。さらに、β作動薬は肝臓や筋肉での糖新生を増加させ、高血糖を引き起こし、糖尿病患者のインスリン必要量を増加させる。また、β作動薬は胎盤を通過するため、胎児の頻脈や出生時の低血糖・高血糖の原因となることがある。
また、産後の出血との関連も指摘されている。

## 作用機序
リトドリンは、短時間作用型のアドレナリンβ2受容体作動薬であり、平滑筋の弛緩に使用される医薬品の一種である（他の類似薬は、サルブタモールのように、喘息や他の肺疾患に使用される）。リトドリンは嵩高いN-置換基を持つため、高いβ2選択性を持つ。また、ベンゼン環上の4-ヒドロキシ基は、水素結合を形成するのに必要であり、活性に重要である。しかし、4-ヒドロキシ基があるため、カテコール-O-メチル基転移酵素（COMT）による代謝を受けやすい。本薬はβ2選択性であるので、早産防止に用いられる。

## 参考資料
1. ↑  Finkelstein, BW (1981). “Ritodrine (Yutopar, Merrell Dow Pharmaceuticals Inc.)”. Drug Intelligence & Clinical Pharmacy 15:  425–33.
2. ↑  “Ritodrine in the treatment of preterm labour: a meta-analysis”. The Indian Journal of Medical Research 121 (2):  120–7. (February 2005). PMID 15756046.
3. 1 2 3  “ウテメリン錠5mg 添付文書”. www.info.pmda.go.jp. 2021年11月5日閲覧。
4. 1 2 3  “ウテメリン注50mg 添付文書”. www.info.pmda.go.jp. 2021年11月5日閲覧。
5. ↑  Medicinal Chemistry of Adrenergics and Cholinergics Archived 2010-11-04 at the Wayback Machine.